# Бранес, Элизабет
Элизабе́т Бра́нес (швед. Elisabeth Branäs; 15 июня 1930 — 19 февраля 2010) — шведская кёрлингистка, чемпионка Европы 1976 и 1977 годов.
Команда из Эребру с Бранес в качестве скипа трижды выигрывала чемпионат Швеции: в 1975, 1976 и 1977 годах. В 1975 году был организован первый чемпионат Европы по кёрлингу, и Бранес возглавила сборную Швеции на этом соревновании. Во время первого выступления шведки без поражений дошли до финала, где встретились с также ни разу не проигравшей командой Шотландии, причём на групповом этапе их игра была завершающей и потому не проводилась. В финале команда Бранес уступила 7:8 команде Бетти Ло и завоевала серебряные медали. Год спустя на групповом этапе шведки проиграли только один матч против Франции, в полуфинале с крупным счётом 13:2 победили Англию и также с крупным счётом 13:4 взяли реванш у французской команды, став чемпионками Европы.
В 1977 году, не проиграв ни одного из семи матчей, команда Элизабет Бранес защитила титул европейских чемпионов.
В «классическом» кёрлинге (команда из четырёх человек одного пола) в основном играла на позиции четвёртого. Была скипом команды.
В 1977 введена в Зал славы шведского кёрлинга (швед. Stora Curlare).

## Достижения
- Чемпионат Европы по кёрлингу: золото (1976, 1977), серебро (1975)
- Чемпионат Швеции по кёрлингу среди женщин: золото (1975, 1976, 1977)

## Команды
| Сезон   | Четвёртый       | Третий            | Второй             | Первый             | Турниры  |
| ------- | --------------- | ----------------- | ------------------ | ------------------ | -------- |
| 1974—75 | Элизабет Бранес | Бритт-Мари Лундин | Анна-Мари Эрикссон | Ева Розенхед       | ЧШЖ 1975 |
| 1975—76 | Элизабет Бранес | Ева Розенхед      | Бритт-Мари Лундин  | Анна-Мари Эрикссон | ЧЕ 1975  |
| 1975—76 | Элизабет Бранес | Ева Розенхед      | Анна-Мари Эрикссон | Бритт-Мари Лундин  | ЧШЖ 1976 |
| 1976—77 | Элизабет Бранес | Элизабет Хёгстрём | Ева Розенхед       | Анна-Мари Эрикссон | ЧЕ 1976  |
| 1976—77 | Элизабет Бранес | Ева Розенхед      | Анна-Мари Эрикссон | Siv Persson        | ЧШЖ 1977 |
| 1977—78 | Элизабет Бранес | Ева Розенхед      | Бритт-Мари Эриксон | Анна-Мари Эрикссон | ЧЕ 1977  |

(скипы выделены полужирным шрифтом)